# 迦罗输伽
迦罗输迦（英语：Kalashoka），又称黑阿育王，为古印度摩揭陀国幼龙王朝的末代君主，统治时间为公元前395年~367年。 他将王国分给十个儿子，并将第九个儿子加冕为摩揭陀王。他被杀死后，幼龙王朝就此终结。